# Giuseppe Aliberti
Giuseppe Aliberti (Torino, 5 marzo 1901 – Torino, 8 gennaio 1956) è stato un calciatore e allenatore di calcio italiano, di ruolo mediano.

## Carriera

### Giocatore

#### Club
Cresciuto nel Pastore Torino, passò alla Biellese nel 1920 trascorrendo solamente una stagione contando 2 presenze.
Dopo questa breve parentesi tornò a Torino dove militò per undici campionati nella squadra titolare, disputando 126 partite e mettendo a segno 8 reti.
La prima partita con questa maglia la giocò il 2 ottobre 1921 quando il Torino vinse 2-0 nella partita casalinga contro il Savona. Segnò la prima rete il 12 novembre 1922 nel 6-0 casalingo contro l'Inter, lui segnò il 5-0. L'ultima partita con la casacca granata la giocò il 1º novembre 1931 nella vittoria esterna per 2-1 contro il Brescia. Con la maglia del Torino vince gli scudetti del 1926-1927 (poi revocato) e 1927-1928.
Dopo l'esperienza granata tornò alla Biellese dove passò altre due stagioni giocando 19 partite e segnando 2 reti. Dopo questa esperienza si ritirò dal calcio.

#### Nazionale
Tra il 1923 e il 1925 prese parte ad 11 partite della Nazionale italiana. Il suo esordio in azzurro avvenne il 1º gennaio 1923 nel match vinto per 3-1 contro la Germania a Milano: entrò da titolare e giocò tutta la partita. Con la Nazionale giocò i Giochi della VIII Olimpiade svolti a Parigi nel 1924, in questa competizione disputò 3 partite.
L'ultima partita con la Nazionale la disputò il 18 gennaio 1925 sempre a Milano nella sconfitta per 2-1 contro l'Ungheria.

### Allenatore
Allenò il Torino in coppia con Adolfo Baloncieri nella stagione 1931-1932, in qualità di giocatore-allenatore, esordendo in tale veste il 20 settembre 1931, nella vittoria casalinga contro la Lazio per 3-1. Al Torino, Aliberti svolgeva anche il ruolo di preparatore atletico. In seguito tornò a Biella, come giocatore-allenatore della Biellese nella stagione 1933-1934.

## Statistiche

### Cronologia presenze e reti in nazionale
| Cronologia completa delle presenze e delle reti in nazionale ― Italia | Cronologia completa delle presenze e delle reti in nazionale ― Italia | Cronologia completa delle presenze e delle reti in nazionale ― Italia | Cronologia completa delle presenze e delle reti in nazionale ― Italia | Cronologia completa delle presenze e delle reti in nazionale ― Italia | Cronologia completa delle presenze e delle reti in nazionale ― Italia | Cronologia completa delle presenze e delle reti in nazionale ― Italia | Cronologia completa delle presenze e delle reti in nazionale ― Italia |
| Data                                                                  | Città                                                                 | In casa                                                               | Risultato                                                             | Ospiti                                                                | Competizione                                                          | Reti                                                                  | Note                                                                  |
| --------------------------------------------------------------------- | --------------------------------------------------------------------- | --------------------------------------------------------------------- | --------------------------------------------------------------------- | --------------------------------------------------------------------- | --------------------------------------------------------------------- | --------------------------------------------------------------------- | --------------------------------------------------------------------- |
| 1-1-1923                                                              | Milano                                                                | Italia                                                                | 3 – 1                                                                 | Germania                                                              | Amichevole                                                            | -                                                                     |                                                                       |
| 15-4-1923                                                             | Vienna                                                                | Austria                                                               | 0 – 0                                                                 | Italia                                                                | Amichevole                                                            | -                                                                     |                                                                       |
| 27-5-1923                                                             | Praga                                                                 | Cecoslovacchia                                                        | 5 – 1                                                                 | Italia                                                                | Amichevole                                                            | -                                                                     |                                                                       |
| 20-1-1924                                                             | Genova                                                                | Italia                                                                | 0 – 4                                                                 | Austria                                                               | Amichevole                                                            | -                                                                     |                                                                       |
| 6-4-1924                                                              | Budapest                                                              | Ungheria                                                              | 7 – 1                                                                 | Italia                                                                | Amichevole                                                            | -                                                                     |                                                                       |
| 25-5-1924                                                             | Parigi                                                                | Italia                                                                | 1 – 0                                                                 | Spagna                                                                | Giochi della VIII Olimpiade                                           | -                                                                     |                                                                       |
| 29-5-1924                                                             | Parigi                                                                | Italia                                                                | 2 – 0                                                                 | Lussemburgo                                                           | Giochi della VIII Olimpiade                                           | -                                                                     |                                                                       |
| 2-6-1924                                                              | Parigi                                                                | Italia                                                                | 1 – 2                                                                 | Svizzera                                                              | Giochi della VIII Olimpiade                                           | -                                                                     |                                                                       |
| 16-11-1924                                                            | Milano                                                                | Italia                                                                | 2 – 2                                                                 | Svezia                                                                | Amichevole                                                            | -                                                                     |                                                                       |
| 23-11-1924                                                            | Duisburg                                                              | Germania                                                              | 0 – 1                                                                 | Italia                                                                | Amichevole                                                            | -                                                                     | 45’                                                                   |
| 18-1-1925                                                             | Milano                                                                | Italia                                                                | 1 – 2                                                                 | Ungheria                                                              | Amichevole                                                            | -                                                                     |                                                                       |
| Totale                                                                |                                                                       | Presenze                                                              | 11                                                                    |                                                                       | Reti                                                                  | 0                                                                     |                                                                       |

## Palmarès
- Campionato italiano: 1 (revocato)

Torino: 1926-1927
- Campionato italiano: 1

Torino: 1927-1928